# Stazione di Pieve Vergonte
Stazione di Pieve Vergonte vasútállomás Olaszországban, Pieve Vergonte településen.

## Vasútvonalak
Az állomást az alábbi vasútvonalak érintik:
- Domodossola-Novara-vasútvonal

## Kapcsolódó állomások
A vasútállomáshoz az alábbi állomások vannak a legközelebb:
- Stazione di Piedimulera
- Stazione di Vogogna Ossola